# 싱가포르-프랑스 관계
싱가포르-프랑스 관계는 싱가포르와 프랑스 간의 외교 관계를 의미한다.

## 양자 관계
프랑스와 싱가포르는 정치 교육 경제 문화 국방 등 거의 모든 분야에서 좋은 양자관계를 갖고 있다. 프랑스는 1965년 싱가포르의 독립을 인정한 최초의 13개국 중 하나였다. 데이비드 마셜 전 싱가포르 총독은 첫 주프랑스 싱가포르 대사가 됐다.

### 정치적 관계
프랑스와 싱가포르의 관계는 여러 분야에서 매우 좋고 돈독한 이들은 우선 최고 수준의 정치대화에 의해 유지된다. 최근 시라크 대통령은 하노이 ASEAN 정상회의에 앞서 2004년 10월 6일 싱가포르를 방문해 중국을 공식 방문했다. 이번 방문에서 프랑스의 대통령은 리셴룽 총리, 고촉통 상급대신, 멘토의 리콴유 장관과 회담했다. 2003년 1월 부총리로 프랑스에 다녀온 리셴룽 총리는 2005년 11월 28일과 29일 총리로 귀국해 시라크 대통령과 도미니크 드 빌핀 총리의 영접을 받았다.
2007년 3월, 프랑스 상원의 크리스티앙 퐁세레 의장이 상원의원 3명으로 구성된 대표단장으로 싱가포르를 공식 방문했다. 이들은 싱가포르의 S.R. 네이선 대통령, 리셴룽 총리, 압둘라 탈무기 의장과 회담했다. 2007년 6월 27일, 파리를 방문 중인 멘토 리콴유 장관은 엘리제궁에서 새로 선출된 니콜라 사르코지 프랑스 대통령과 회담을 갖고 멘토 장관과 대통령과의 첫 회담을 가졌다.
2008년 1월 21일부터 23일까지 리셴룽 싱가포르 총리가 프랑스를 공식 방문하면서 양국 간 정치관계는 새로운 국면을 맞았다. 이 대통령이 총리로는 두 번째 프랑스 방문이자 니콜라 사르코지 프랑스 대통령과 회담한 것은 처음이다. 두 정상은 최근 프랑스와 유럽 정세에 대해 의견을 교환하고 양국 관계, 지역 및 국제 정세에 대해 폭넓은 논의를 가졌다.

### 경제 관계
싱가포르는 프랑스에 있어 아시아에서 세 번째로 주요한 무역 상대국이자 동남아시아 지역의 주요 무역 상대국이다. 2004년에는 싱가포르나 지역의 수요 회복에 의해 수출이 증가해 무역 활동의 활력이 재연되었다. 우리나라 대싱가포르 수출의 4분의 1 이상은 프랑스의 농산물 농산물 소비재 수출이다. 항공산업의 건설은 수출의 증가세를 계속하고 있다. 싱가포르는, 특히 일렉트로닉스, 금융, 화학의 분야에서, 프랑스 기업에 있어서 중요한 지역 플랫폼이다. 총투자액은 35억유로로 프랑스의 아시아 투자처는 일본에 이어 두 번째이다. 프랑스에서는 400개의 기업 사이트(주로 일렉트로닉스 및 금융서비스업)와 현지에서 설립된 40여개의 기업이 호스트를 맡고 있다. 2003년에는 이들 기업 중 25개가 싱가포르의 주요기업 1,000사에 포함되어 있다. ST마이크로일렉트로닉스는, 동국 최대의 민간 고용주이다.
2004년 현재 싱가포르에는 400개 이상의 프랑스 기업이 있다.

### 교육
싱가포르 국립 대학교는 학생들이 프랑스 문화와 언어에 대한 더 많은 지식을 습득할 수 있도록 교환 프로그램을 시작했다. National Center of Science Research (CNRS)는 Thales와 Nanyang Technological University 사이의 공동 실험실 설립에 참여했다.
리세 프랑세 드 싱가포르 풀(LFS)은 1999년 싱가포르 법률에 따라 설립되었으며 프랑스 교육부에 의해 인가된 사립학교이다. LFS는 싱가포르 거주 프랑스인과 프랑스어 커리큘럼을 따르고자 하는 프랑스어 또는 영어를 구사하는 외국인 자녀들에게 교육을 제공한다. 또 이르면 어린이집이나 유치원에서도 싱가포르 어린이들을 환영하고 있다. LFS는 현재, 매우 기능적인 인프라스트럭쳐와 최신의 기기를 이용하고 있는 1090명 이상의 학생을 거느리고 있다.
싱가포르는 동남아시아의 교육·경제 거점으로서의 지위를 확립해, 역내에의 현관으로서 자리 매김되고 있기 때문에, 아시아 대기업 인도와 중국의 중간에 프랑스 비즈니스 스쿨 ESSEC가 아시아 캠퍼스를 설치했다. 2006년 5월 13일, 싱가포르의 ESSEC 아시아 센터 캠퍼스가 정식으로 개설되었다.
얼라이언스·프랑세즈는 싱가포르를 대표하는 프랑스어 학교이다. 또, 프랑스의 문화 센터가 있고, 프랑스어 책이 완비된 도서관이 있다.

### 방어
방위 협력은 프랑스와 싱가포르의 관계에 있어서 중요한 위치를 차지하고 있으며, 이러한 관계는 예로부터 강하다. 1998년 10월 파리에서 체결된 협정에 따른 군사협력, 특히 1999년부터 프랑스 주둔 싱가포르 공군함대의 연례 전략대화, 1999년부터 매년 한 차례 국방부 주도의 회의 등 세 가지 요소가 있다.해군과 공군 그룹;무기 취득을 위한 파트너십 프랑스는 2000년 6척의 스텔스 프리깃함을 인수한 싱가포르에 대한 무기 2위 공급국이며, 방위기술 연구개발에서도 3위 파트너다. 양국은 1997년 이후 고위 군사당국자 간 교류가 빈번하다.
군비 분야에서는 적극적이고 항구적인 조사연구대화를 기본으로 하고 있다. 싱가포르 해군은 델타 계획에 따라 2007년 5월 5일 프랑스에서 건조되어 취역한 스텔스 프리깃함을 6척, 기타 5척을 싱가포르 조선소 STM에서 건조 중이다. 델타 계획은 단순히 고객으로서가 아니라 싱가포르에 파트너로서의 역할을 부여하는 노하우와 기술 이전을 포함하기 때문에 프랑스 싱가포르 방위협력에서 중요한 요소다.

### 프랑스 상공 회의소
1979년에 설립되어 세계 78개국에 114개의 프랑스 상공회의소(UCCIFE)와 25,000개 이상의 기업이 가입해 있는 싱가포르의 프랑스 상공회의소(FCCS)는 동남아시아의 대표적인 회의소 중 하나이다. FCCS의 사명은 FCCS 가맹국과 싱가포르의 경제계와의 관계를 발전시키고 프랑스와 싱가포르의 경제, 상업, 투자관계를 촉진하는 것이다.

## 상주 외교 임무
- 주 프랑스 싱가포르 대사관[5]
- 주 싱가포르 파리 대사관[6]

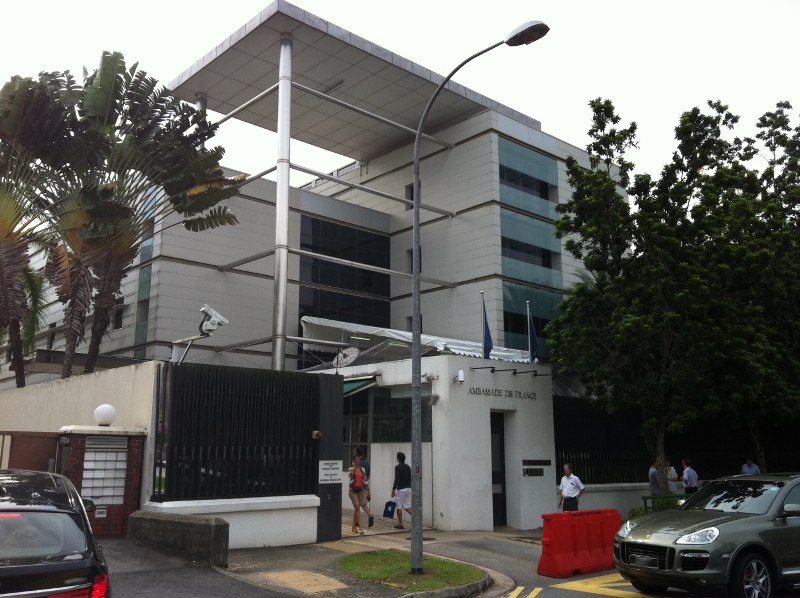
주 싱가포르 프랑스 대사관
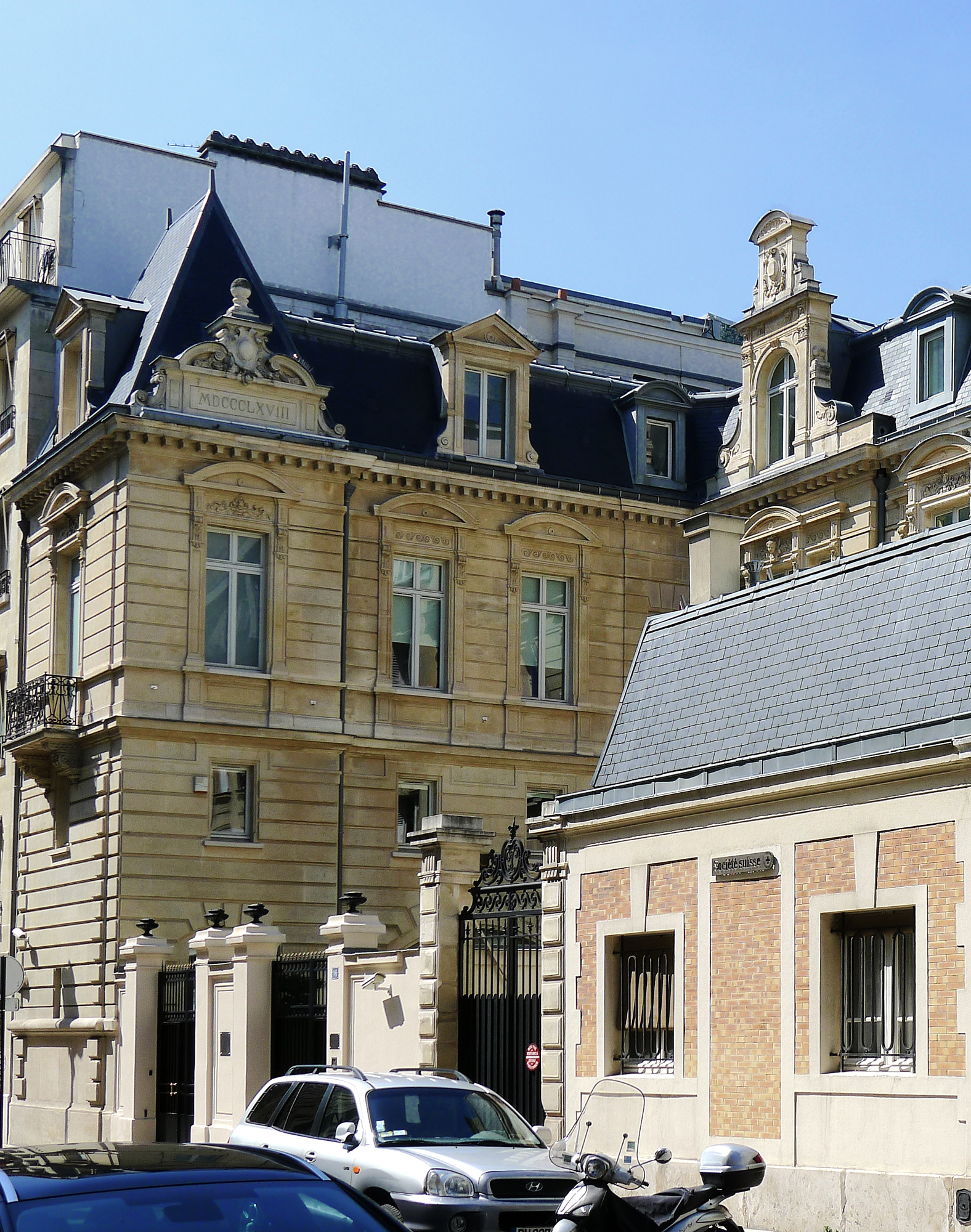
주 싱가포르 파리 대사관

## 같이 보기
- 싱가포르 프랑스어 학교